# Autoantikroppar
Autoantikroppar är antikroppar som kroppen bildar mot sina egna vävnader eller system (antigener). Förekomst av autoantikroppar är ett tecken på en autoimmun sjukdom, men varianter av dem förekommer också hos friska individer.
Autoantikropparna kan vara vävnadsspecifika eller systematiska. De vävnadsspecifika antikropparna riktar sig mot antigener på ett visst organ, medan de systematiska riktar sig mot celler som finns i hela kroppen eller i en viss kroppsstruktur, till exempel ceruloplasmin eller andra akutfasproteiner.
Värdet av en del antikroppar saknar samband med allvaret i sjukdomen, medan det med andra varianter finns ett direkt samband mellan höga värden och mer aggressiv sjukdom. Blodvärdet av autoantikroppar används diagnostiskt.

## Exempel på autoantikroppar
- Anti-neutrofila cytoplasmatiska antikroppar (ANCA) – orsakar bland annat granulomatös polyangit, mikroskopisk polyangit och eosinofil granulomatös polyangit
- Antinukleära antikroppar – ses vid autoimmuna systemsjukdomar som tillexempel SLE, systemisk skleros och sjögrens syndrom
- Antifosfolipidantikroppar – ses vid antifosfolipidsyndrom
- Komplement 3 nefritfaktor – kronisk mesangioproliferativ hypokomplementär glomerulonefrit
- Immunkonglutininer
- Tyreoideastimulerande immunoglobuliner – ses vid giftstruma
- Reumatoid faktor – ses vid ledgångsreumatism
- Anti-CCP – ses vid ledgångsreumatism